# Adema (album)
Adema è il primo album in studio del gruppo musicale statunitense omonimo, pubblicato il 21 agosto 2001 dall'Arista Records.
Negli Stati Uniti ha venduto oltre 644 000 copie.

## Tracce
1. Everyone – 3:29
2. Blow It Away – 3:02
3. Giving In – 4:34
4. Freaking Out – 3:35
5. The Way You Like It – 3:40
6. Close Friends – 3:24
7. Do What You Want to Do – 3:00
8. Skin – 3:23
9. Pain Inside – 4:01
10. Speculum – 3:32
11. Drowning – 3:26
12. Trust – 4:21

Traccia bonus nell'edizione giapponese
1. Shattered – 3:09

## Classifiche
| Classifica (2001) | Posizione massima |
| ----------------- | ----------------- |
| Stati Uniti       | 27                |
| Regno Unito       | 168               |

## Formazione
- Mark Chavez - voce
- Tim Fluckey - chitarra solista
- Mike Ransom - chitarra ritmica
- Dave DeRoo - basso
- Kris Kohls - batteria, percussioni